# Aglaonema hookerianum
Aglaonema hookerianum är en kallaväxtart som beskrevs av Heinrich Wilhelm Schott. Aglaonema hookerianum ingår i släktet Aglaonema och familjen kallaväxter. Inga underarter finns listade.